# Фишер, Йенс
Йе́нс Э́рлинг Фи́шер (швед. Jens Erling Fischer; род. 24 августа 1946 Стокгольм) — шведский кинооператор, младший сын Гуннара Фишера.

## Биография
Окончил Сорбонну по специальности искусствоведение. В 1952 году сыграл в фильме Ингмара Бергмана «Женщины ждут» сына главной героини Карин (оператором на этой картине был его отец, Гуннар). В кино с 1968 года. Начинал как ассистент оператора на шведском телевидении, также ассистировал отцу на съемках фильмов «Сделано в Швеции» (1968) и «Парад» (1974).
Как оператор-постановщик начал снимать с конца семидесятых годов. Первой большой работой стала экранизация книги Астрид Линдгрен «Мы все из Бюллербю» Лассе Хальстрема (1986). С 1986 года работает в союзе с режиссёром Колином Нютли. Вместе они сделали 14 фильмов. Обладатель 7 наград, среди которых Серебряная камера (2000, «Под солнцем» (1998)).
Как режиссёр снял короткометражный фильм «Tak» (1996), где продемонстрировал умелую работу с режимными съемками. Операторский стиль Фишера отличают пластичность форм, создание экспрессивных экранных образов, и тщательная работа со светом.
Женат на Пие Фишер, двое дочерей.

## Избранная фильмография
- 2004 — Жемчуг царицы Савской / The Queen of Sheba's Pearls
- 2013 — Юлия / Julie (по пьесе «Фрёкен Юлия» Августа Стриндберга)